# División de Honor de Rugby
Die División de Honor de Rugby ist die höchste spanische Rugby-Union-Liga für Vereinsmannschaften und unterliegt dem spanischen Rugby Dachverband Federación Española de Rugby. Gegründet wurde die Liga zwar im Jahr 1952, doch zwischen 1955 und 1969 wurde kein Wettbewerb ausgetragen. Im Jahr 1979 war die Meisterschaft in vier Gruppen Aufgeteilt, der abschließende Wettbewerb zwischen den Gruppensiegern wurde allerdings abgesagt, weshalb es in dieser Saison offiziell vier Sieger gab.
Gegenwärtig besteht die Liga aus zwölf Mannschaften, die in einer Hin- und Rückrunde den Meister ausspielen. Für einen Sieg gibt es vier Punkte, für ein Unentschieden zwei Punkte. Wird ein Spiel mit sieben oder weniger Punkten Differenz verloren oder erzielt eine Mannschaft mindestens vier Versuche, gibt es einen Bonuspunkt. Die letzten Zwei steigen in die zweigliedrige División de Honor B ab. Der spanische Meister wird gelegentlich in den European Rugby Challenge Cup eingeladen, hat aber keinen Fixplatz.

## Mannschaften 2013/14
| Mannschaft           | Trainer                | Kapitän             | Stadion                             | Kapazität |
| -------------------- | ---------------------- | ------------------- | ----------------------------------- | --------- |
| Alcobendas           | José Ignacio Inchausti | Brad Linklater      | Campo de Rugby Las Terrazas         | 500       |
| Aparejadores         | Juan González          | Juan Pablo Guido    | Estadio San Amaro                   | 1.500     |
| Ciencias Sevilla     | Manuel Mazo            | Manuel Sobrino      | Instalaciones Deportivas La Cartuja | 1.932     |
| Complutense Cisneros | Valentin Telleriarte   | Guillermo Espinós   | Estadio Nacional Complutense        | 12.400    |
| El Salvador          | Juan Carlos Pérez      | Jake Wainwright     | Estadio Pepe Rojo                   | 5.000     |
| FC Barcelona         | Sergio Guerrero        | Rochedi Mirabet     | Estadio La Teixonera                | 500       |
| Getxo Artea          | Juan Carlos Bado       | Íñigo Lugarezaresti | Campos Deportivos de Fadura         | 2.000     |
| Independiente RC     | Tristán Moziman        | Mariano García      | Estadio San Román                   | 1.500     |
| Les Abelles          | Alberto Socías         | Germán Ahuir        | Polideportivo Quatre Carreres       | 500       |
| Ordizia              | Iñigo Marotias         | Fernando Lopez      | Estadio Municipal de Altamira       | 500       |
| Santboiana           | Ricardo Martinena      | Marcos Puig         | Estadi Baldiri Aleu                 | 4.000     |
| Valladolid RAC       | Diego Merino           | Ilaitia Gavidi      | Estadio Pepe Rojo                   | 5.000     |

## Meister
| Jahr      | Meister           |
| --------- | ----------------- |
| 1953      | FC Barcelona      |
| 1954      | FC Barcelona      |
| 1955–1969 | nicht ausgetragen |
| 1970      | CA San Sebastián  |
| 1971      | Real Canoe NC     |
| 1972      | Real Canoe        |
| 1973      | Real Canoe        |
| 1974      | CD Arquitectura   |
| 1975      | CD Arquitectura   |
| 1976      | CR Cisneros       |
| 1977      | CD Arquitectura   |
| 1978      | CA San Sebastián  |
| 1979      | CA San Sebastián  |
| =         | CAU Madrid        |
| =         | RC Cornellà       |
| =         | Amigos del Rugby  |
| 1980      | CAU Madrid        |

| Jahr | Meister             |
| ---- | ------------------- |
| 1981 | CD Arquitectura     |
| 1982 | CD Arquitectura     |
| 1983 | RC Valencia         |
| 1984 | UE Santboiana       |
| 1985 | CR Cisneros         |
| 1986 | CD Arquitectura     |
| 1987 | UE Santboiana       |
| 1988 | CD Arquitectura     |
| 1989 | UE Santboiana       |
| 1990 | CD Arquitectura     |
| 1991 | CR El Salvador      |
| 1992 | CR Ciencias Sevilla |
| 1993 | Getxo Artea RT      |
| 1994 | CR Ciencias Sevilla |
| 1995 | CD Arquitectura     |
| 1996 | UE Santboiana       |
| 1997 | UE Santboiana       |

| Jahr | Meister                |
| ---- | ---------------------- |
| 1998 | El Salvador Rugby      |
| 1999 | Valladolid RAC         |
| 2000 | Complutense Canoe      |
| 2001 | Valladolid RAC         |
| 2002 | Moraleja Alcobendas RU |
| 2003 | El Salvador Rugby      |
| 2004 | El Salvador Rugby      |
| 2005 | UE Santboiana          |
| 2006 | UE Santboiana          |
| 2007 | El Salvador Rugby      |
| 2008 | El Salvador Rugby      |
| 2009 | CRC Madrid             |
| 2010 | El Salvador Rugby      |
| 2011 | CR La Vila             |
| 2012 | Valladolid RAC         |
| 2013 | Valladolid RAC         |
| 2014 | Valladolid RAC         |

| Jahr | Meister           |
| ---- | ----------------- |
| 2015 | Valladolid RAC    |
| 2016 | El Salvador Rugby |
| 2017 | Valladolid RAC    |
| 2018 | Valladolid RAC    |
| 2019 | Valladolid RAC    |
| 2020 | Valladolid RAC    |
| 2021 | Valladolid RAC    |
| 2022 | UE Santboiana     |
| 2023 | Valladolid RAC    |

### Titel nach Klub

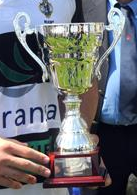
Pokal der División de Honor de Rugby

| Klub                                               | Titel | Jahr                                                                   |
| -------------------------------------------------- | ----- | ---------------------------------------------------------------------- |
| Valladolid RAC                                     | 12    | 1999, 2001, 2012, 2013, 2014, 2015, 2017, 2018, 2019, 2020, 2021, 2023 |
| CD Arquitectura                                    | 9     | 1974, 1975, 1977, 1981, 1982, 1986, 1988, 1990, 1995                   |
| CR El Salvador                                     | 8     | 1991, 1998, 2003, 2004, 2007, 2008, 2010, 2016                         |
| UE Santboiana                                      | 8     | 1984, 1987, 1989, 1996, 1997, 2005, 2006, 2022                         |
| Real Canoe NC/Complutense Canoe (heute CRC Madrid) | 5     | 1971, 1972, 1973, 2000, 2009                                           |
| CA San Sebastián                                   | 3     | 1970, 1978, 1979                                                       |
| FC Barcelona                                       | 2     | 1953, 1954                                                             |
| CAU Madrid                                         | 2     | 1979, 1980                                                             |
| CR Cisneros                                        | 2     | 1976, 1985                                                             |
| CR Ciencias Sevilla                                | 2     | 1992, 1994                                                             |
| Amigos del Rugby                                   | 1     | 1979                                                                   |
| RC Cornellà                                        | 1     | 1979                                                                   |
| RC Valencia                                        | 1     | 1983                                                                   |
| Getxo Artea RT                                     | 1     | 1993                                                                   |
| Moraleja Alcobendas RU (heute Alcobendas Rugby)    | 1     | 2002                                                                   |
| CR La Vila                                         | 1     | 2011                                                                   |